# Asborstmierkruiper
De asborstmierkruiper (Myrmoborus lugubris) is een zangvogel uit de familie Thamnophilidae (miervogels).

## Verspreiding en leefgebied
Deze soort komt voor langs de Amazone en zijrivieren en telt vier ondersoorten:
- M. m. berlepschi: noordoostelijk Peru en westelijk Brazilië.
- M. l. stictopterus: amazonisch centraal Brazilië.
- M. l. femininus: amazonisch zuidelijk-centraal Brazilië.
- M. l. lugubris: amazonisch oostelijk-centraal Brazilië.

## Status
De grootte van de populatie is niet gekwantificeerd maar de soort wordt omschreven als plaatselijk vrij algemeen. Op de Rode lijst van de IUCN heeft deze soort de status niet bedreigd.